# Aaron Armstrong
Aaron Nigel Armstrong (Houston, 14 oktober 1977) is een atleet uit Trinidad en Tobago.

## Biografie
Armstrong werd in het Amerikaanse Houston geboren als zoon van een Ainsley en Debra Armstrong. Zijn moeder was een olympische atlete namens de Verenigde Staten en zijn vader van een olympisch atleet namens Trinidad en Tobago.
Armstrong liep in 2008 de series van de 4 x 100 m, zijn ploeggenoten liepen in de finale naar de tweede plaats achter Jamaica en zowel Armstrong als zijn ploeggenoten ontvingen de zilveren medaille.
De Jamaicaan Nesta Carter werd in 2017 betrapt op het gebruik van methylhexanamine. Het Internationaal Olympisch Comité nam Jamaica de gouden medaille af en kende deze toe aan Trinidad en Tobago.
Op 31 augustus 2017 werd de olympische zilveren medaille van Armstrong definitief opgewaardeerd naar een gouden medaille omdat het Hof van Arbitrage voor Sport het Jamaicaanse beroep verwierp.

## Titels
- Olympisch kampioen 4 x 100 m - 2008

## Persoonlijke records
| Onderdeel | Prestatie | Plaats        | Datum             |
| --------- | --------- | ------------- | ----------------- |
| 100 m     | 10,03 s   | Port of Spain | 19 juni 2009      |
| 200 m     | 20,08 s   | Norman        | 10 april 1999     |
| 4x100m    | 37,93 s   | Daegu         | 04 september 2011 |

## Palmares

### 100 m
- 2010:  GS - 10,24 s
- 2011: 5e series 7 WK - 10,48 s

### 200 m
- 2005: HF1 WK - DNS
- 2006: 5e GS - 20,58 s
- 2008: 5e KF3 OS - 20,58 s
- 2009: 5e series 1 WK - 21,38 s

### 4 x 100 m
- 2006: series GS DNF
- 2008:  OS - 38,26 s (series)
- 2010: finale GS - DNF
- 2011: 6e WK - 39,01 s

- World Athletics: 14228962